# Улица Тельмана (Казань)
Улица Тельмана (тат. Тельман урамы) — короткая улица в историческом центре Казани.

## География
Улица начинается от Театральной улицы в районе здания Госсовета РТ и заканчивается пересечением с улицей Зои Космодемьянской; далее продолжается как Нагорная улица.

## История
По мнению некоторых историков (М. Худяков, Н. Калинин), по линии современной улицы проходила крепостная стена ханской Казани. Своё современное направление улица получила после того, как город начал застраиваться по регулярному плану.
Первое известное название улицы — Попова Гора, так как на улице жили попы и дьяконы расположенного неподалёку Богородицкого монастыря. До революции административно относилась к 1-й полицейской части.
2 ноября 1927 года переименована в улицу Рыкова, в честь председателя СНК СССР Алексея Рыкова, а 2 февраля 1937 года переименована в честь председателя КПГ Эрнста Тельмана.
После введения районного деления в Казани относилась к Бауманскому району, Бауманскому и Вахитовскому районам, а с 1994 года — к Вахитовскому району.
До начала XXI века улица была застроена, за редкими исключениями, малоэтажными деревянными домами; почти вся историческая застройка улицы была снесена, а на их месте построены элитные жилые дома.

## Примечательные объекты
- № 29 ― центр современной музыки С. Губайдулиной. В этом доме композитор жила в 1932—1953 годах[15][16].

### Утраченные
- № 10 ― дом Н. П. Сергеева (1870-е гг.).[17]
- № 22 ― деревянный жилой дом (конец XIX ― начало XX века).[17]
- № 23 ― дом В. А. Табуре — О. И. Чиркиной (1880 г., архитектор А. Е. Остовский).[18]
- № 24а ― флигель дома Прельштейна.[19]
- № 33 — деревянный жилой дом.[20]
- № 40а ― дом А. А. Молчановой — И. И. Застрова (1878 г.).[17]

## Транспорт
- Общественный транспорт по улице не ходит; ближайшие остановки находятся в районе площади Свободы. Ближайшая станция метро — «Кремлёвская».

## Известные жители
На этой улице в разное время проживали правовед Адольф Осипов (дом Застрова), юрист Виктор Ивановский, последний ректор КИУ Григорий Дормидонтов, генерал-лейтенант Людвиг Задарновский (все ― в доме Чиркиной), председатель Костромского окружного суда Николай Ридман, генерал-лейтенант Владимир Трофимов, депутат I Государственной Думы Гавриил Шершеневич, действительный статский советник Виктор Траубенберг, профессор финансового права Дмитрий Львов, ректор Казанского университета Дмитрий Гольдгаммер, гистолог и эмбриолог, профессор Томского университета Алексей Смирнов, архитектор Пётр Тюфилин (дом Застрова) действительный статский советник Павел Евсевьев, математик Антон Жбиковский, экономист Пётр Никольский, профессор КВИ Леонид Третьяков (дом Чиркиной), и.о ректора Саратовского университета Владимир Арнольдов, офтальмолог Александр Агабабов (дом Чиркиной), действительный статский советник Илиодор Маслаков, орнитолог Владимир Хлебников (дом Чиркиной) действительные статские советники Степан Бабушкин (дом Замятина), Пётр Верт (дом Застрова), Валериан Образцов и Николай Рыбушкин, историк Иринарх Стратонов, историк Митрофан Бречкевич (дом Чиркиной), микробиолог Вячеслав Аристовский, книговед Леонид Ильинский, первый ректор Сибирского ветеринарно-зоотехнического института Леонид Сапожников, математик Николай Четаев, архитектор Ипполит Брюно, заслуженный деятель науки РСФСР Анатолий Германов, химик-органик Василий Евлампиев.